# Joseph Watter

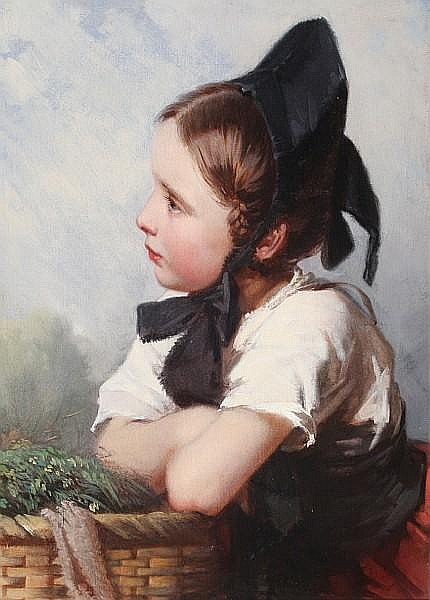
Ruhepause

Joseph Watter (* 18. Oktober 1838 in Regensburg; † 18. August 1913 in München) war ein deutscher Genremaler und Illustrator.
Joseph Watter war Sohn eines Porzellanmalers. Er besuchte die Münchner Kunsthandwerkschule, seit dem 6. Juni 1856 studierte er Malerei an der Königlichen Akademie der Bildenden Künste in München bei Philipp von Foltz und Arthur von Ramberg.
Er widmete sich der Genremalerei sowie den Bildern aus der Märchenwelt. In den 1860er Jahren war er Mitarbeiter der Fliegenden Blätter, illustrierte auch Bücher. Im Zeitraum von 1870 bis 1887 zeigte er seine Werke in der Gartenlaube.
Im Auftrage des Königs Ludwig II. schuf er einige Werke für die Schlösser in Herrenchiemsee und Linderhof.
Joseph Watter entwarf auch „historisches Porzellan“ für den Königshof sowie Bühnenbilder und Kostüme.